# 九子奪嫡
九子奪嫡（キュウシ-ダッチャク）または九王奪嫡 (キュウオウ-) は、清朝聖祖康熙帝の諸皇子がアイシンギョロ氏の家督 (＝嫡)、即ち清朝の帝位継承権をめぐって繰り広げた一連の暗闘 (を指す歴史学の術語) である。
即位後に摂政オボイの傀儡として辛酸を舐めさせられた康熙帝は、皇族勢力への牽制を目的として、自らの諸皇子が各々の勢力をもつことを許した。ところがそれがやがて党閥的性格をもつに至り、更に皇太子胤礽が廃位されると、諸皇子とその勢力は次代皇帝の玉座を我がものとすべく暗闘をはじめた。「九子奪嫡」の謂は、初期に9人の有力皇子とその勢力がそれぞれに玉座を窺ったことに因む。
最終的に九の勢力は統廃合を経て四阿哥・胤禛 (後の雍正帝) の「四爺党」と八阿哥・胤禩の「八爺党」との一騎討ちとなり (但し八爺党は最終的に十四阿哥を支持した)、臨終の康熙帝が四阿哥・胤禛を指名したことで闘争はひとまず幕を閉じたものの、元号が雍正に改まったのちも、結果に不満を抱いた八爺党による胤禛への攻撃は明に暗に続いた。胤禛に敵対した皇子らは後に容赦ない粛清を加えられ、一部は悲惨な最期を遂げた。また、胤禛践祚に関連した噂が民間に伝わり、野史として「雍正簒位」が現在まで言い伝えられて来たことは、雍正帝の評価を低めてきた一因となっている。

## 太子胤礽

### 立太子制

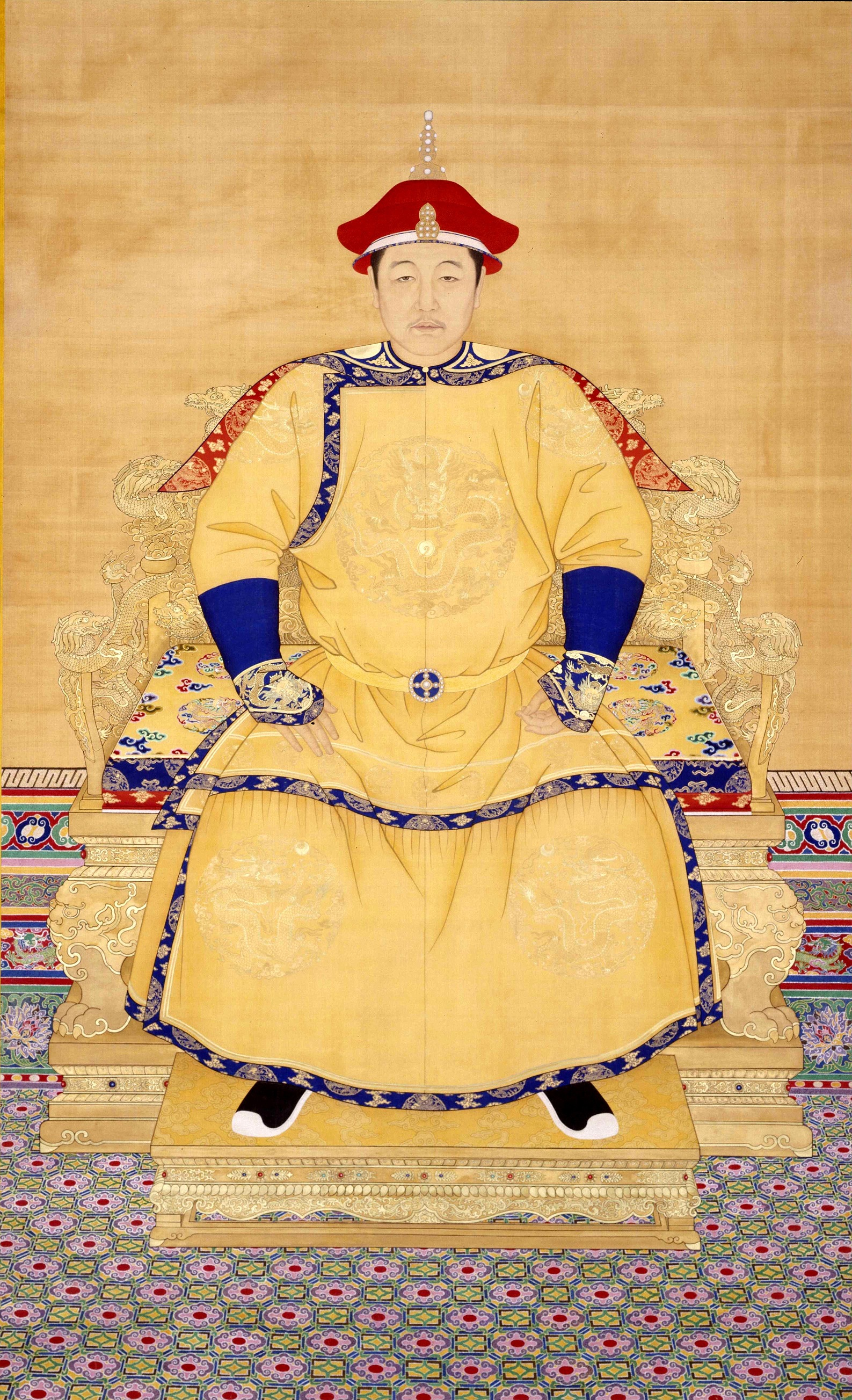
清世祖順治帝 (ヌルハチを初代皇帝とすれば第三代にあたるが、中華人民共和国では順治帝を清朝の初代皇帝とする)

君主制の下では、同じ皇子でも皇帝に即位するか一皇族で終わるかで、雲泥の差がある。漢民族王朝においては多くの場合、嫡長子 (正室即ち皇后の長子) が帝位を継承したが、帝位継承権を囲る暗闘を防止するために皇太子制が定められていた。
それに対して北方の遊牧民国家は共和制を保持していたため、武功の大きい者、或いは血統の尊い者が有力族長らによって推挙されるのが一般であった。従って帝位継承者が必ずしも嫡長子とは限らない。満洲に興った清朝もその例に漏れず、太祖ヌルハチ、太宗ホンタイジの二代においては、帝位継承者はその死後に皇族や大臣らの薦挙によって決められた。しかし北京入城を果たした世祖フリン (順治帝) は崩御間際に後嗣指名権を行使し、さらに聖祖玄燁 (康熙帝) の代に至ると純然たる中国式の立太子が行われた。
なお、一説にはヌルハチも立太子の意思を抱いていたものの、当時は諸王の権勢が強大で、良くも悪くも共和制が依然として色濃く残っていた為、ヌルハチは自らの意向を口に出すのを憚り、そのまま没したとされる。ヌルハチ死後にはその第八子ホンタイジ (太宗) が践祚したが、ヌルハチ第14子の睿親王ドルゴンはそれを帝位簒奪であると主張した。つまり、帝位継承をめぐる闘争は実際のところ北京入城前からあったとされる。フリン (順治帝) は摂政ドルゴンの死後に親政を始めたものの、10年後に突如24歳の若さで崩御した。フリンの子は、生存していたのが数名に過ぎず、且つどれもまだ幼少であったため、順治年間には特に大きな闘争は見られなかったとされる。

### 康熙立太子

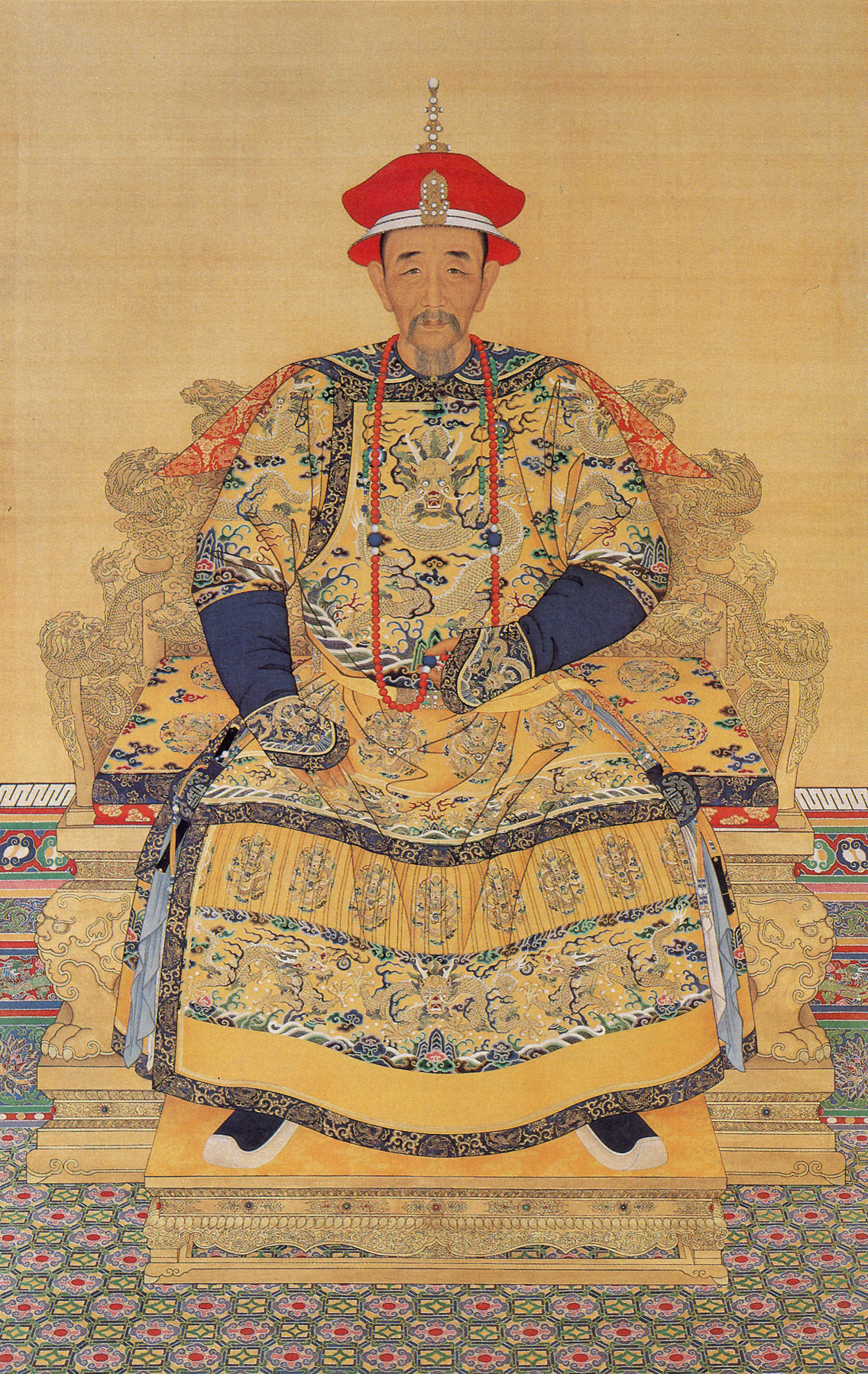
清聖祖康熙帝

順治18年 (1661)、満7歳という幼年で践祚した玄燁 (康熙帝) は、康熙6年 (1667) に満13歳の若さで早くも第一子をもうけた。皇子はそれから毎年、乃至2年に一人というペースで増えていき、最終的には子が35人、娘が20人、そのうち成人したのは子が24人、娘が8人と、康熙帝は大変な子福者となった。
康熙帝の子は第四子までが夭折し、第五子ではじめて成人したため、大阿哥 (「阿哥age」は満洲語で「皇子」、「大」は漢語で最年長の意) は、実際は第一子ではなく第五子である。しかしその待望の大阿哥 (第一皇子) は庶子 (側室即ち妃の子) であった。それに対して、康熙13年 (1674) 旧暦5月に生まれた第六子の二阿哥 (第二皇子) 胤礽は嫡子であり、更に胤礽の生母たる皇后ヘシェリ氏 (孝誠仁皇后) は康熙帝の四大臣の一人であるソニンの孫娘で、その上、皇后は産後の肥立ちが悪く、胤礽を産むと同月中に崩御したため、康熙帝は胤礽を一方ならず寵愛し、翌14年 (1675) 旧暦12月13日、満1歳にしてはやくも立太子した。康熙帝は詔して曰く、
```
古より帝王の天を繼ぎ極を立て、寰區を撫御するは、必ず元儲を建立し、國本を懋隆し、以て宗社の無疆之
はてなき
休
やすらぎ
を綿
つら
ぬ。朕鴻緒を纘膺し、夙夜兢兢として、祖宗を仰ぎ惟
おもんみ
れば、謨烈は昭垂として、付託は至重たり。承祧し衍慶するは、端
まさ
に元良に在り。嫡子胤礽、日表英奇として、天資粹美たり。茲
ここ
に太皇太后、皇太后の慈命を恪遵し、典禮を載稽し、輿情に俯順し、謹んで天地、宗廟、社稷に告ぐ。康熙14年12月13日、胤礽に授くるに册寶を以てし、立てて皇太子と爲し、正に東宮に位し、以て萬年の統を重ね、以て四海の心を繫ぐ。
```

「皇太子を立てて (建立元儲)、将来の立国の根本 (次の統治者の能力) を増強せねば (懋隆國本)、国家の安寧は永くは続かない。朕は先祖の大業を承継して以来 (纘膺鴻緒)、寝食を惜しんで国家運営に注力してきた (夙夜兢兢)。祖先の掲げた理想と遺した事績を承継する者の責任は重大であり (謨烈昭垂付託至重)、先祖の遺志を承け継ぎ発展させられるかは皇太子の身にかかっている (承祧衍慶端在元良)。嫡子胤礽は風貌もさることながら資質も申し分なし (日表英奇天資粹美)。太皇太后と皇太后の懿旨を承り (恪遵太皇太后皇太后慈命)、礼典に鑑み (載稽典禮)、民意を重んじ (俯順輿情)、ここに謹んで天地の神々、我らが先祖、清国人民に宣言する。康熙14年12月13日、胤礽に冊書と印章を授け (授以册寶)、正式に皇太子として冊立し (正位東宮)、以て国家の万年に亘る安寧を冀う (以重萬年之統以繫四海之心)。」
康熙帝は何故に、満1歳の嬰児を「日表英奇として、天資粹美たり」と称賛してまで立太子を急いだのか。その理由としては以下の事情が考えられる。
- 順治帝が北京入城を果たし、中国を統一したことで、満洲一帯だけを治めていた頃とは比較にならぬほど国家の政治機構が拡大した為、アイシンギョロ氏による天下統一を世に知らしめるには、「郷に入りては郷に随へ」で、漢民族王朝の慣習を踏襲するのが上策であった。
- 6歳で践祚したものの摂政ドルゴンに実権を握られていた順治帝と同じく、康熙帝も満7歳で践祚してからの9年間は摂政オボイに実権を握られていたため、自らの子らのためにはそういった勢力を早々に排除しておく必要があった。
- 「呉三桂の叛乱 (三藩の乱) で清朝が転覆し、また天下がひっくり返りはせぬか」という不安を民衆に与えぬために、情勢の安定を図る必要があった。
- 胤礽の母たる皇后は忠臣ソニンの孫娘であり、さらにその皇后が産後まもなく崩御したことで、ソニンと皇后に対する恩義と恋慕が胤礽に人情として移った。

### 小朝廷形成
「玉を銜へて生れし (銜玉而生)」(生を享くる前から践祚を約束された) 皇太子は、6歳から始め (させられ) た英才教育の甲斐もあり、諸皇子の中でも異彩を放つ存在に成長した。自らの母語たる満洲語は勿論、父康熙帝の意志で漢籍にも精通し、さらには騎馬民族たる者がなおざりにすべからざる騎射の腕前も並はずれていたという。その評判は使者を通して李氏朝鮮にも伝わり、『康熙帝傳』を著した仏人宣教師ブーヴェ (漢名：白晋) は同著の中で当時の皇太子を「十全十美」(完全無缺) と称賛した。ところが、13歳になった皇太子は勉学に対する意欲を失っていった。
康熙帝は、皇太子に英才教育を受けさせるかたわら、積極的に政務にも関与させた。皇太子の政治能力を養うため、自らが遠征する際には国事を皇太子に委ね、巡幸には扈従させ、更には皇太子の声望を高めるため、皇帝に用いる儀礼を皇太子にも用いさせ、皇帝にしか許されない黄色の着用を皇太子にも許した。一説には、儀礼の適用を勧めたのは、重臣ソニンの遺子索額図ソエトであったとされる。
ソエトは康熙帝の皇后ヘシェリ氏 (孝誠仁皇后) の叔父、即ち皇太子の大叔父にあたる。老い先の短い今上帝に取り入るよりも、次代皇帝と目される皇太子に取り入るのが得策と考える官僚が多くなると、ソエトは皇太子との近づきを望むそういった官僚どもから賄賂を受け取ることで私腹を肥やす一方、日増しに力を蓄え、その威権は康熙帝を脅かすほどにまでに強大化した。

## 太子廃位

### 老太子胤礽

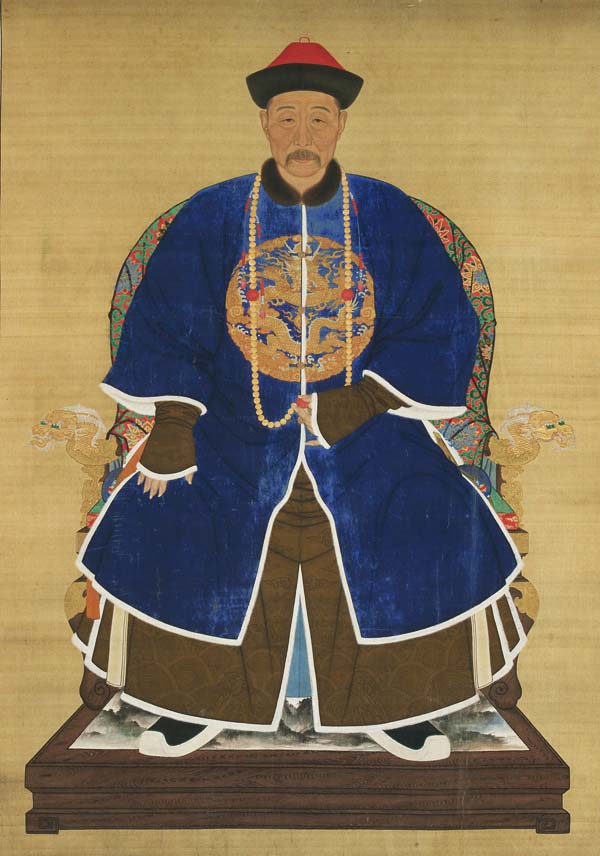
二阿哥胤礽

康熙14年 (1675) に立太子されてから30年以上もの間、皇太子は皇太子であり続けたが、しかし皇太子の地位も決して絶対とは言えない。今上帝の意志一つで無かったことにできるくらいの不安定な地位であった。勉学への意欲を失い、且つ践祚できない焦りから、皇太子は周囲に対して次第に小皇帝としての横柄さを見せ始め、さらに官僚からの尽きせぬ袖の下がその放蕩三昧に拍車をかけた。
康熙29年 (1690) 旧暦7月、康熙帝はジュンガル部ガルダン･ハーンを親征したが、遠征先で身を患い、行宮に臥してしまった。康熙帝は皇太子と三阿哥・胤祉を行宮に召したが、脇に控える皇太子の顔には父の容態を気遣う表情が一切見られず、機嫌を損ねた康熙帝は三阿哥を残し、皇太子を追い返してしまった。

### 諸党派出現
康熙37年 (1698) 旧暦3月、康熙帝は大阿哥・胤禔を直郡王に、三阿哥・胤祉を誠郡王に、四阿哥・胤禛、五阿哥・胤祺、七阿哥・胤祐、八阿哥・胤禩をドロイ･ベイレに冊封した。康熙帝は、自らが践祚後にオボイの傀儡にされた苦い経験から、共和制を改めて中央集権制に移行し、有力貴族らを牽制する狙いから、自らの諸皇子各々勢力をもつことを認めた。すなわち、叙爵された皇子には、単に肩書きがつくだけでなく、実質的な軍隊としてのニルが配分されて、政治への参与が認められる。
皇太子と康熙帝の間の間隙が大きく深くなるにつれ、諸皇子の中には皇太子を見限り自らの勢力を恃んで帝位を窺伺するものが現れた。初期には①皇太子・胤礽、②大阿哥・胤禔 (直郡王)、③三阿哥・胤祉 (誠郡王)、④四阿哥・胤禛 (ベイレ)、⑤八阿哥・胤禩 (ベイレ)、⑥九阿哥・胤禟、⑦十阿哥・胤䄉、⑧十三阿哥・胤祥、⑨十四阿哥・胤禵 (四阿哥・胤禛の同母弟)、都合9人の皇子が争ったため、皇太子廃位から雍正帝即位までの一連の闘争劇はそれに因んで「九子奪嫡」と呼ばれる。

### 皇太子廃位
諸皇子が各々に勢力をもちだすと、胤礽の皇太子としての地位はいよいよ安定をかきはじめた。皇太子・胤礽の大叔父索額図ソエトは形勢不利とみるや、謀叛を起こして康熙帝を暗殺し、無理にでも践祚するよう皇太子を教唆した。実際、30年以上も践祚できずに老太子となっていた胤礽も内心焦りを募らせていた。しかしこの計画は康熙帝の知るところとなり、康熙42年 (1703) 旧暦5月、ソエトは捕縛の上で官職を免黜、幽閉され、しかしそれでも悔悛しないため、康熙帝はソエトに死を賜った。その後も康熙帝の怒りはしばらく収まらず、ソエトは康熙治世下の「本朝第一罪人」という罪名を賜わった。
ソエトが死んだ今、皇太子も改悛するであろう、そう踏んだ康熙帝の思わくは見事にはずれた。既にできあがった朋党は解散するどころか、むしろ余計に卑劣さを増していった。そして康熙47年 (1708) 旧暦9月、現内蒙古チャハル地区?、プルハスタイ (布爾哈蘇台) の行宮において、康熙帝は随行させていた皇太子胤礽を跪かせ、大臣らを前に詔書を宣読した。言及された胤礽の罪状は、アイシンギョロ氏宗室や官僚に対する陵辱および暴行、権柄の濫用、刑罰の専断、国幣の濫費、朋党の結成、国政への干渉、父母兄弟への不孝不義、皇帝の私生活の窺伺、庶民への騒擾、入貢者への妨害など、多岐に亘った。
小説家の劉心武は、この詔書中で最も注目すべきとして以下の一文を挙げている。
```
更に異しむ可きは、伊
かれ
が毎夜、布城に逼近し、縫を裂き、内に向かひて竊視するなり。
[
25
]
```

この詔書は行宮で書かれた。行宮はゲルのような天幕式家屋である。つまり、皇太子は布でできた康熙帝の行宮 (布城) に忍び寄ると、その布を匕首などで裂いて、その隙間から病身の老皇帝を「老耄め、まだ生きてけつかる」と竊ぬすみ視ていた、という意味である。
これに先んじて、康熙帝は皇太子をロクデナシにし、謀叛をそそのかした廉でソエトに死を賜ったが、皇太子は自らの大叔父にあたるソエトの仇を討とうとしているのではないかと、康熙帝は昼夜を問わず常に不安に襲われていた。
```
胤礽、索額圖
ソエト
の爲に復仇せむと欲して黨羽を結成し、今日鴆せらるるか、明日害に遇ふか、朕をして未だ卜せざら令むれば、晝も夜も戒慎して寧からず。
[
25
]
```

鴆チンは中国南方の山中に棲息するといわれる毒鳥で、その羽を浸した酒を鴆酒と謂う。康熙帝は、今日こそ毒を盛られはしまいか、今日無事でも明日は兇刃に刺されはしまいかと、日夜不安を感じて神経衰弱になっていた。それが最終的に康熙帝をして行宮における詔書の宣読を決意せしめた。詔書を読みきった康熙帝は悲しみのあまりその場で倒れ臥したという。
康熙帝はしかし余力を振り絞り、皇太子に関する事後処置について指示を加えた。次代皇帝として立太子した者を廃位する以上、行宮から紫禁城に戻り次第、天壇と宗廟に報告をしなければならない。また、康熙帝の身辺警護には大阿哥・胤禔をあたらせることになった。しかし、康熙帝は、胤禔に自らの命を託すからといって、胤禔の立太子はあり得ないと釘をさした。康熙帝は胤禔の性格をみぬいていた。
皇太子の朋党と、罪臣ソエトの子の処分について勅令を出した康熙帝は、続けて皇太子をその場で拘束させた。皇太子の罪状については引き続き事実を究明していかなければならない。知っていることは全て事実に基づいて報告せよ。康熙帝が言い終わるのを、諸王、大臣、侍従らは涙を流しながら聴いた。こうして胤礽は拘禁され、廃太子となった。

## 派閥闘争

### 暗闘熾烈化
九名の皇子の中には勢力不足でほかの皇子の支持に廻る者が出始め、その結果、大きく5つの党派が形成された。即ち、❶依然として二阿哥・胤礽を支持する「太子党」、❷大阿哥・胤禔 (直郡王) を支持する「大千歲党」、❸三阿哥・胤祉 (誠郡王) を支持する「三爺党」、❹四阿哥・胤禛を支持する「四爺党」、❺八阿哥・胤禩を支持する「八爺党」である。九阿哥・胤禟、十阿哥・胤䄉、 十四阿哥・胤禵は八爺党に、十三阿哥・胤祥は四爺党にそれぞれ加わった。

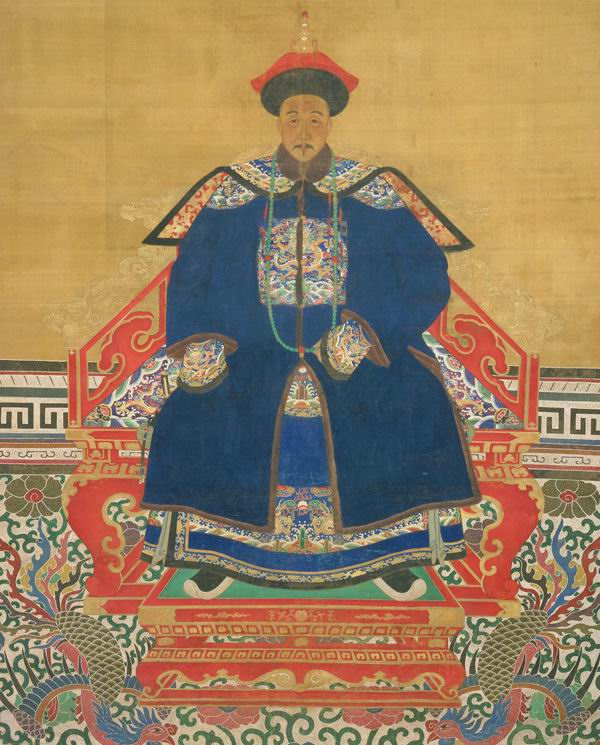
三阿哥・胤祉 (誠親王)
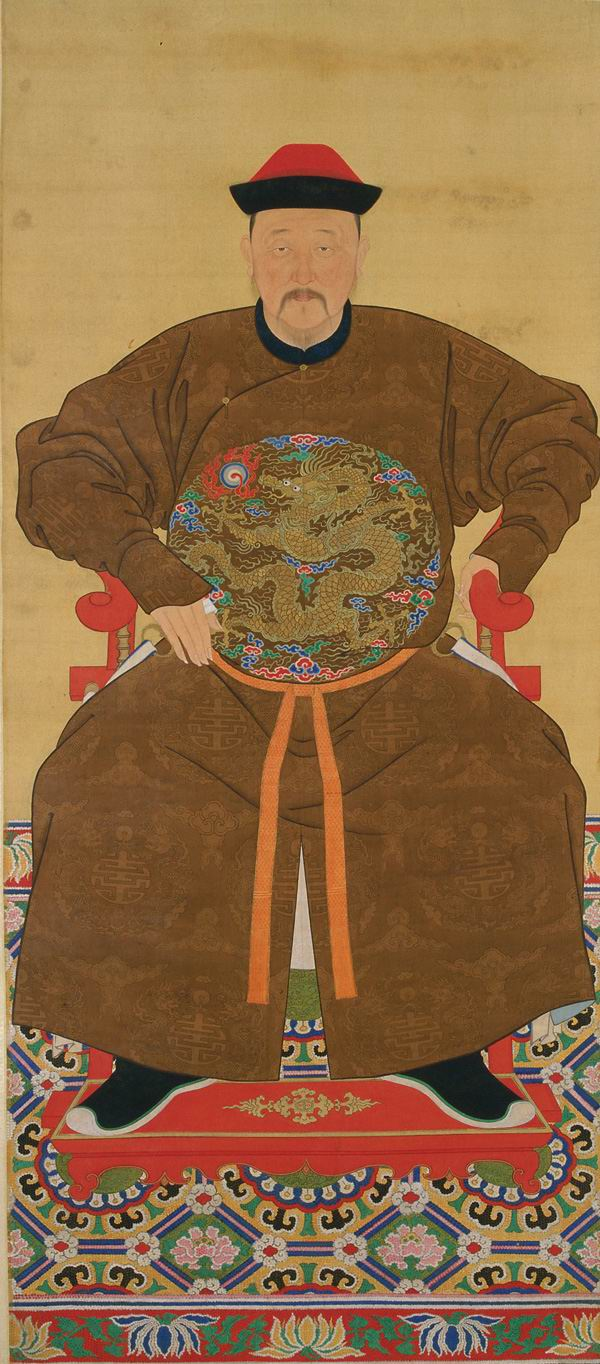
九阿哥・胤禟
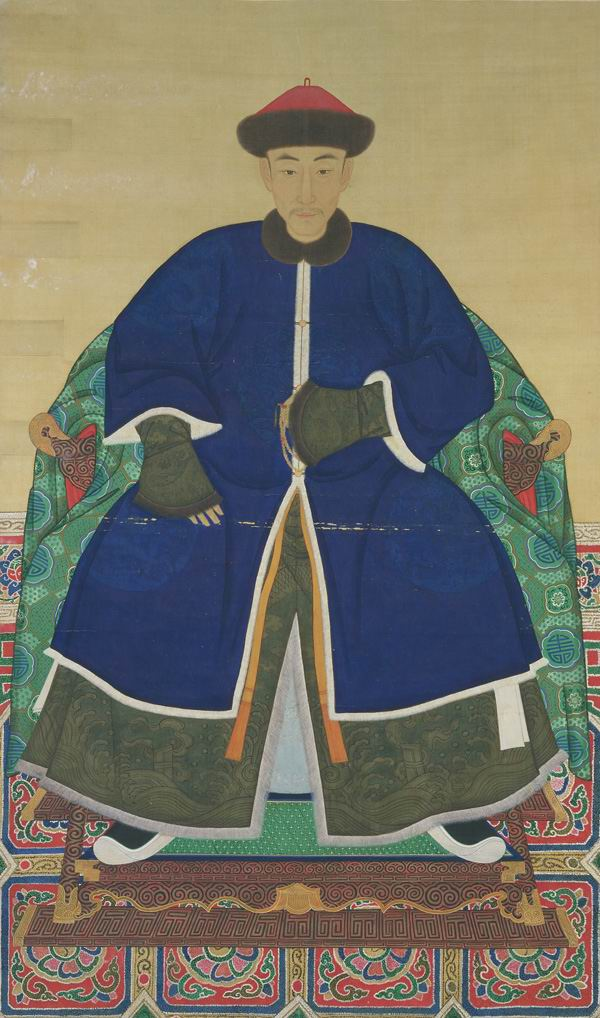
十阿哥・胤䄉
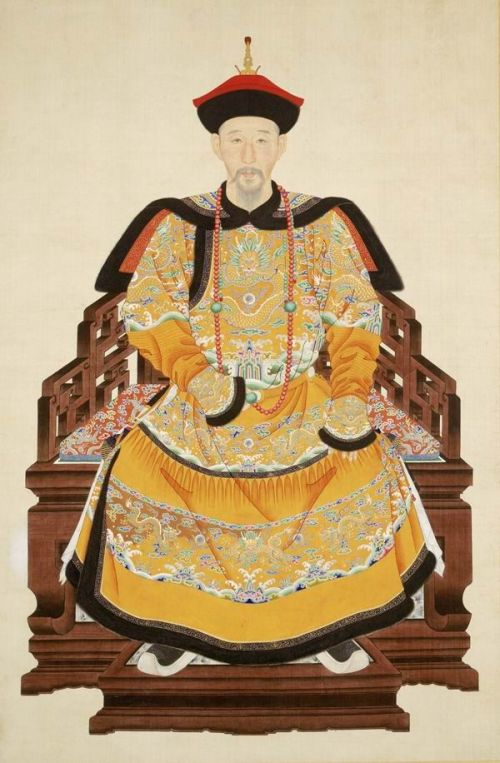
十三阿哥・胤祥 (怡親王)

#### 胤禩観相事件

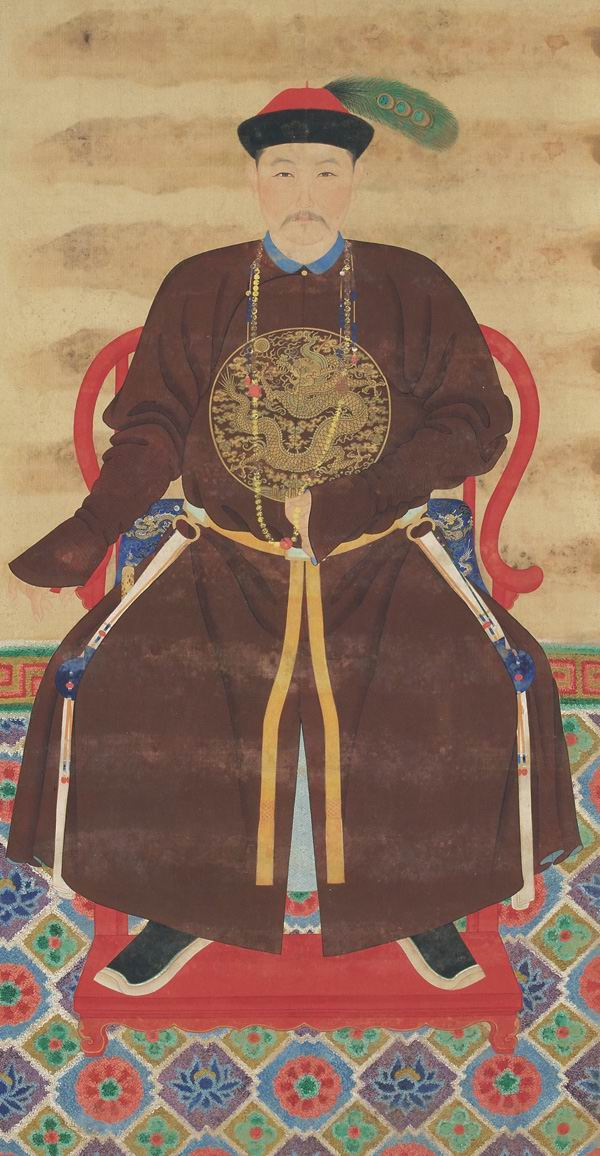
八阿哥胤禩 (廉親王)

「胤礽はその行いの卑劣さ故に人望を失いましたが、張明徳という観相家 (人相見) に拠れば、第八皇子・胤禩は将来大成します。この際、胤礽を始末するなら、父上が自ら手をお下しになるには及びません。」康熙帝は皇太子を廃位したものの、なおも二阿哥・胤礽の更生に一縷の希みを抱いていたため、大阿哥胤禔のこの発言に大いに驚き、同時に義理を知らぬその愚昧さに憤りを顕わにした。
康熙47年 (1708) 9月、大阿哥・胤禔がその張明徳を捕らえ、刑部尚書らに引き渡した。康熙帝は、多くの人間がこの観相家と裏で関係していることを危惧し、張明徳を訊問させ、事実関係を調査させた。その結果、張明徳が、皇太子廃位以前に二阿哥・胤礽の暗殺を企てていたことが明らかになった。張明徳の供述に拠ると、順承郡王・長史阿禄に知遇を得た張明徳は、順承郡王・布穆巴、公・頼士、公・普奇に紹介され、更に布穆巴を経て大阿哥・胤禔と、普奇を経て八阿哥・胤禩とそれぞれ面識を得ていた。
康熙帝は諸皇子を呼び集めた。そして、清朝の臣下でありながら皇帝の玉座を覬覦し、その非望のために結党して皇太子殺害を企てたとして、八阿哥・胤禩を拘禁した。慌てた九阿哥・胤禟は、ここで弁護せずしてなんとすると十四阿哥・胤禵を慫慂し、八阿哥・胤禩の無実と釈放を訴えさせた。康熙帝は十四阿哥・胤禵の態度を見るや怒髪天を衝き、生かしておけぬとばかり胤禵に向かって佩刀を抜いた。五阿哥・胤祺が足にしがみつき懇願したことで命だけは赦されたものの、怒りの鎮まらぬ康熙帝は諸皇子に命じて十四阿哥・胤禵を折檻させ、九阿哥・胤禟ともども退出させた。
大阿哥・胤禔は張明徳の事案についていち早く上奏し、順承郡王・布穆巴、公・頼士、公・普奇がその首謀者であると主張していた。ところが、同じく張明徳と面識があった八阿哥・胤禩は知っていながら上奏せず、臣下の道に悖るとして康熙帝の逆鱗にふれた。このとき胤禩はすでに監禁されていたため、康熙帝は布穆巴、頼士、普奇を捕らえて厳しく事実を問い糺すよう命じた。
当初、張明徳は布穆巴の邸宅で頼士に紹介され、人相を観てほしいといわれて頼士の邸宅へ向かった。それを知った普奇は2人を自宅に呼び、そこで張明徳に皇太子殺害の計画をもちかけた。普奇は皇太子をひどく憎んでいた。布穆巴の邸宅に戻った張明徳は、布穆巴に事のあらましを伝えて加担を要請したが、布穆巴が拒否したため、大阿哥・胤禔に話をもちかけた。話を聞いた胤禔は布穆巴に対し、秘密にしておくよう釘をさした上で、張明徳を自宅に連行した。同じく張明徳と引き合わされた八阿哥・胤禩は、九阿哥・胤禟と十四阿哥・胤禵に張明徳の計画を話して聞かせたが、2人は気狂いもほどほどにせよと張明徳を追い出した。以上が順承郡王2名、頼士、皇子3名の供述に拠る事件の経緯であった。ただひとり普奇は取り調べに対し、根も葉もない事実無根の作り話に過ぎないと言下に否定した。
康熙帝は一連の説明を承けて、順承郡王・布穆巴と長史阿禄、輔国公・頼士を無罪放免とし、首魁として普奇は宗室公の爵位を剥奪、八阿哥・胤禩は職務怠慢の廉でベイレの爵位を剥奪された (同年11月に復位)。事件の中心人物となった張明徳は見せしめとして凌遅刑に処され、事件に関与した者はその刑執行の立ち会いを命じられた。

#### 胤礽呪詛事件
三阿哥・胤祉の牧馬場に、呪術に長けた巴漢格隆なる蒙古人ラマがいた。巴漢が大阿哥・胤禔の知遇を得たのち、胤禔が明佳噶卜楚、馬星噶卜楚という別の2人のラマと巴漢とを呼んで鳩合することが繁くなった為、康熙47年 (1708) 旧暦10月、不審に思った三阿哥・胤祉はことのあらましを奏上した。康熙帝はただちに巴漢、明佳、馬星の3人のラマと、大阿哥・胤禔の邸宅護衛を務めていた嗇楞と雅突とを拘束し、事情を聴取させた。巴漢らの供述により、廃太子となっていた二阿哥・胤礽に対して大阿哥・胤禔がラマに呪詛を行わせていたことが明らかとなり、供述に沿って床下を掘らせると、果たして十数箇所から呪詛に用いる道具が現れた。
康熙帝はまたしてもひどく驚かされた。そもそも胤禔の取り巻きには無法者が少なくなかった。妄りに朝廷の情報を訊き出そうとする行儀の悪い宦官や護衛がいるかと思えば、日頃から闘鶏のような遊びに耽り、腕力に恃んで金銭を巻き上げるなど無頼を働く者もいた。胤禔自身、立場を弁えずに康熙帝の侍衛や執事を数多く殴打したり、廃位された二阿哥・胤礽の監視を康熙帝より仰せつかった際には、故意に必要以上の苦刑を与えるよう仕向け、その殺害を企図し、その時の関係者には責任を感じて首を吊った者さえ出た。八旗の中には胤禔の教唆にのせられる愚か者が少なくなく、そのようなタワケ者が胤禔に附和雷同して事を起こせば取り返しがつかない。康熙帝は大阿哥・胤禔を、無恥で残忍なヤクザ者と非難した。
胤禔の生母・恵妃は不孝な息子を嘆き、法に則った処罰を康熙帝に奏請したが、康熙帝は処刑するには忍びず、万一の事態も考えて胤禔を監禁すると、八旗から人員を派遣して胤禔の自宅を交替で監視させ、同年旧暦11月、胤禔の直郡王の爵位を剥奪した。事件に連座した蒙古人ラマ・巴漢格隆および明佳噶卜楚、馬星噶卜楚は、事件の首謀者として凌遅刑を言い渡された。直郡王府の護衛・嗇楞と雅突は、大逆罪であると知りながら胤禔の計画を実行した廉でやはり凌遅刑を言い渡され、両人の兄弟、子孫は斬首刑、妻女は貧民の身分に貶められた上で奴隷にされた。咎は両人の一族にも及んだ。官職に就く者は免黜の上で、鞭打ち100回と3か月間の晒し刑、更にその妻は黒龍江に送られ苦役に従事させられた。
胤礽の挙動や素行の異常さはもしかすると呪詛を受けた所為だったのではないか。康熙帝は次第に胤礽を不憫に思いはじめた。

### 皇太子復位
康熙帝の気持ちは再び二阿哥立太子へと傾き、大臣らの考えを探ろうと、帝位継承に相応しい皇子を推薦させた。康熙帝が期待したのは勿論、二阿哥・胤礽を推す声であった。しかし大臣らは申し合わせたように八阿哥・胤禩を薦挙した。このままでは八阿哥を立太子することになりかねない。慌てた康熙帝は更生を誓うことを条件に二阿哥・胤礽の監禁を解き、一方で、八阿哥・胤禩を支持する大臣らを、人の道を外れた皇太子を誰一人諌めようともせず、廃位されるや今度は八阿哥を担ぎ出すなど実に怪しからんと叱責した。「倡言シ胤禩ヲ立テ皇太子ト爲サムト欲スルハ殊ニ恨ムベキニテ、朕此ニ於テ忿恚ニ勝ヘズ。」その中心人物と目された馬斉は死刑こそ免れたものの、閉門を言い渡された。
康熙48年 (1709) 3月、二阿哥・胤礽が再び立太子された。

### 立太子廃止
ところが康熙帝の願望むなしく皇太子は更生しなかった。またもその周りに官僚どもが集りはじめ、よからぬ噂が四方八方から出はじめた。康熙51年 (1712) 9月、康熙帝の訓戒を破りまたも結党した廉で、二阿哥・胤礽は咸安宮に拘禁され、11月、皇太子廃位が再び詔勅された。
康熙57年 (1718) 、康熙帝は突然、式部官に命じて皇太子に関する儀式について取り調べをさせた。官僚らはそれを知るや、帝はどうやら立太子を考えておわすらしいと早合点した。そのうちの一人、朱天保は今ぞとばかりに既に二度廃位された二阿哥・胤礽を再び皇太子にと奏請した。康熙帝は二度も子に裏切られたことで心に深い傷をおい、立太子については今後何人たりとも断じて口にしてはならぬと大臣らに言いつけてあった。「何故あえて朕の言いつけを破ってまで奏請するか」と問いただされた朱天保は「父にそう言うよう言われました」とあっさり自らの父を売った。それを聞いた康熙帝は「主に忠を尽くさず、親に孝さぬたわけ者め」と憤り、首を刎ねさせた。子・天保のために命乞いをした朱都納は、その希いを聞き届けられなかったばかりか、我が子の斬首刑の立ち会いを命じられ、自らの死刑は免除された。

## 雍正簒位

### 大将軍王胤禵

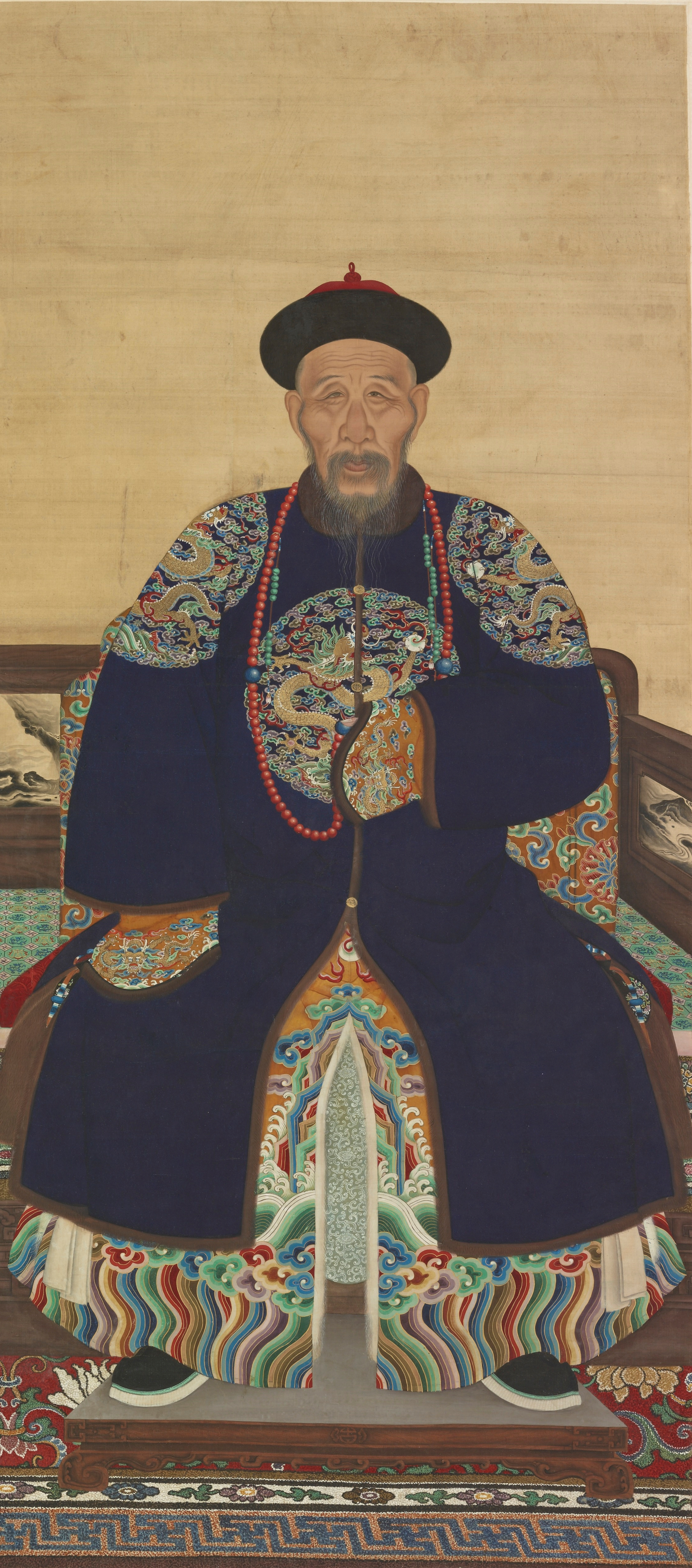
十四阿哥胤禵 (恂郡王)

話は脇へそれ、時代は遡り、太宗ホンタイジが国号をアイシン (後金) からダイチン (大清) に改めた天聡10年、即ち崇徳元年 (1636)、蒙古オイラト四部を構成するホシュート部の領袖トゥルバイフ (グーシ･ハーン) は、チベット仏教ゲルク派 (黄教) の要請を受けて、同じくオイラトを構成するするジュンガル部の族長ホトゴジン (バートル･ホンタイジ) を青海に遠征させ、ゲルク派と対立するカギュ派の後援者、チョクトゥ･ハーンを滅ぼして同地を平定した。そして順治帝即位前年の崇徳7年 (1642) には、蔵巴汗を討滅してチベットを統一し、ダライ･ラマ五世を推戴する一方、自らはチベット王を名乗ってグーシ･ハーン朝をチベットに樹立し、オイラト運営をジュンガル部族長ホトゴジンに委ねた。
ホトゴジンの子ガルダン･ハーンはダライ･ラマ五世の許で仏僧として修行していたが、兄が殺害されると還俗してジュンガル部族長となり、オイラト故地に残留していたホシュート部を殲滅して急激に勢力を伸長した。しかし康熙35 (1696) に清軍に敗れると、間も無く病死し、エセン･ハーンの子ツェワン･アラブタンがその後を継いでジュンガル部族長となった。
清朝は順治、康熙とチベットに対して政教分離を実施させ、ダライ･ラマをチベット仏教上の指導者とし、政治上はグーシ･ハーン一族を通じて間接的にチベットを統治してきた。そこに現れたジュンガル部族長ツェワン･アラブタンはチベットが清朝の属領となることを危惧し、康熙56年 (1717)、突如チベットに侵攻してトゥルバイフの曾孫ラサン･ハーンを殺害した。これによりグーシ･ハーン朝の直系は途絶え、清朝のチベット統治に支障を来した。
康熙帝はチベット統治の問題を解決すべく、康熙57年 (1718) 10月、十四阿哥・胤禵を大将軍に任命し、ジュンガル討伐に派遣した。同年、59年 (1720) の二度に亘って胤禵率いる清軍はチベットに進攻し、チベット情勢の安定化に大きく貢献した。そして清朝国内では、この誉高き地位に任命された十四阿哥・胤禵こそ、康熙帝が密かに決めた帝位継承者に違いないと推断した官僚らが、こぞって胤禵に取り入り、胤禵践祚後の自らの出世を夢にみた。
三爺党は三阿哥が皇太子支持に廻ったことを受けて解体したが、皇太子の廃位で太子党も解体した。八阿哥・胤禩は転じて十四阿哥・胤禵の擁立に廻り、九阿哥・胤禟、十阿哥・胤䄉らは八阿哥・胤禩に雷同した。四阿哥・胤禛はかつて二阿哥・胤礽が初めて廃位された時には身を張って弁護したが、二度目の廃位の後、再起の可能性なしと見限り、自己勢力の結成を始め、皇位継承を狙うようになった。こうして四阿哥・胤禛を頂く四爺党と、八阿哥・胤禩を首魁とする八爺党 (が支持する十四阿哥・胤禵) の二大勢力による一騎討ちが始まった。

### 康熙帝崩御
康熙61年 (1722) 11月、康熙帝が暢春園において崩御した。
諸大臣らの期待を受ける十四阿哥・胤禵がジュンガルを平定しチベットへ進軍を続ける中、同母兄の四阿哥・胤禛は康熙帝の代理として天壇で祭祀を務めていた。康熙帝の近臣である九門提督・ロンコドが宣読した康熙帝の遺言にはその四阿哥・胤禛を継承者とする詔勅が書かれていた。そして四阿哥・胤禛 (雍親王) が即位 (雍正帝) したことで、「九子奪嫡」はようやく幕を閉じた。しかし諸皇子の間の闘争はその後も続き、雍正帝と敵対する皇子らは盛んにその践祚を不正であると言いふらした。雍正帝はその権力をもって敵対勢力を粛清したものの、野史の中には、ロンコドが康熙帝の遺言から「十」の字を故意に消し去った、或いは「十」を「于」(＝於) に書き換えて遺言を改竄した (伝位十四→伝位于四)、つまり康熙帝の指名したのは十四阿哥・胤禵であったとする説もあり、「雍正簒位」としてその後も雍正帝の評判を貶める一因となった。

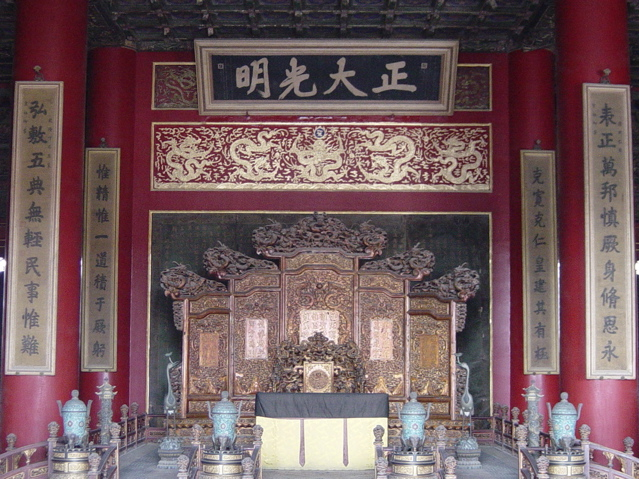
玉座の上に『正大光明』の扁額

のちに雍正帝は自らの経験を教訓とし、皇帝が秘密裡に儲君 (皇太子) の人選を定め、その人物の名を書いた詔書を乾清宮内の「正大光明」と書かれた扁額の裏に置き、皇帝崩御ののちに大臣が詔書を宣読して新君主の即位を天下に知らしめるという方法を定めた。これを「太子密建」(あるいは秘密立儲) という。

## 党派
ここには「奪嫡」闘争に参与した者を挙げる（そのほかの皇子については康熙帝の記事を参照）。参与しなかった理由については興味関心がなかったこと、或いは障碍があったこと、また或いは夭折して既に他界していたことなどが考えられる。

### 大千歲党
康熙帝の庶長子である大阿哥・胤禔 (直郡王) を支持する一派。胤禔が監禁された後は、八爺党に吸収された。「千歳」は太子の呼称で、皇帝は「万歳」と呼ばれる。
主な支持者：明珠、余国柱、仏倫。

### 太子党
二阿哥・胤礽を支持する一派。
主な支持者：
- 索額図ソンゴトゥ：胤礽の大叔父。皇太子の権勢を康熙帝と同等にまで高め、その裏で甘い汁を吸い尽くしたが、謀叛画策の廉で自死。[19]
  - 格爾芬：ソンゴトゥの子。康熙47年に皇太子が初めて廃位された際に粛清された。[58]
  - 阿爾吉善：ソンゴトゥの子。康熙47年に皇太子が初めて廃位された際に粛清された。[58]
  - 耿額：ソンゴトゥの家奴。
- 蘇爾特：康熙47年に皇太子が初めて廃位された際に粛清された。[58][59]
- 哈什太：康熙47年に皇太子が初めて廃位された際に粛清された。[58][59]
- 薩爾邦阿：康熙47年に皇太子が初めて廃位された際に粛清された。[58][59]
- 杜黙臣：康熙47年に皇太子が初めて廃位された際に盛京ムクデンへ配流された。[58][59]
- 阿進泰：康熙47年に皇太子が初めて廃位された際に盛京ムクデンへ配流された。[58][59]
- 蘇赫陳：康熙47年に皇太子が初めて廃位された際に盛京ムクデンへ配流された。[58][59]
- 倪雅漢：康熙47年に皇太子が初めて廃位された際に盛京ムクデンへ配流された。[58][59]
- 斉世武
- 托合斉
- 鄂繕
- 朱天保：朱都納の子。翰林院検討官職名。皇太子二度目の廃位後に再復位を奏請したが、勅旨違反の廉で斬首された。[60]
- 朱都納：朱天保の父。康熙40年に兵部左侍郎を免黜。[61]婿・載保と皇太子復位を画策し、子・朱天保に奏請させたが失敗した。[60]
- 載保：朱都納の婿。朱都納と共に皇太子の再復位を謀ったが失敗し、兄・達寿の助力のもと脱獄したものの捕縛され、斬首された。[62]

### 三爺党
三阿哥・胤祉 (誠親王) を支持する一派。「奪嫡」闘争から手を引いたのちは太子党に吸収された。
主な支持者：陳夢雷。

### 四爺党

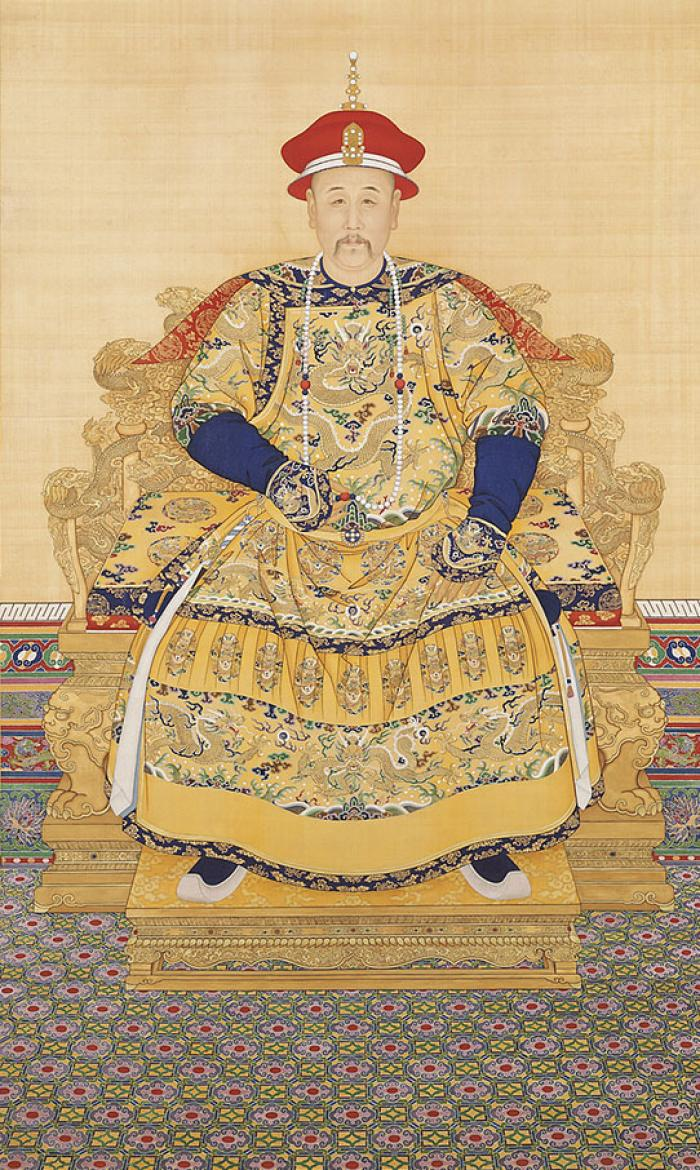
清世宗雍正帝 (四阿哥・胤禛)

四阿哥胤禛 (雍親王) を支持する一派。康熙51年より前までは太子党の一派であったが、二度目の廃太子以降、分裂独立。闘争の勝利者。
主な支持者：十三阿哥・胤祥 (怡親王)、十六阿哥・胤禄 (荘親王)、十七阿哥・胤礼 (果親王)、二十一阿哥・胤禧、二十四阿哥・胤祕、年羹堯、ロンコド、張廷玉、尹継善、李光地、李衛、衍潢、蔡珽、博爾多、田文鏡、戴鐸、オルタイ (鄂爾泰)、策棱、馬斉、馬武。

### 八爺党
八阿哥・胤禩 (のちの廉親王) を支持する一派。
主な支持者：九阿哥・胤禟、十阿哥・胤䄉、十四阿哥・胤禵 (大将軍王)、十五阿哥・胤禑、福全、満都護、景熙、呉爾占、蘇努、阿布蘭、佟国維、延信、馬斉 (大学士)、阿霊阿、揆叙、王鴻緒、阿爾松阿、鄂倫岱、何焯、秦道然、張廷枢、普奇、馬爾斉哈、常明、徐元夢、巴海、法海、査弼納、蕭永藻、高成齢。

## 関連作品
テレビドラマ
- 『大内群英』亜洲電視 (香港), 1980年。
- 『満清十三皇朝』亜洲電視 (香港), 1987-1992年。
- 『九王奪位』亜洲電視 (香港), 1995年。
- 『雍正王朝』中国中央電視台 (大陸), 1997年。[65]
- 『歩歩驚心』湖南広播電視台 (大陸), 2011年。
- 『宮鎖心玉』湖南衛視 (大陸), 2011年。
- 『傾城絶恋』河南電視劇頻道 (大陸), 2012年。
- 『食為奴』無銭電視 (香港), 2014年。

## 参照

### 文献
- 稲葉岩吉『清朝全史』（大正3年）早稻田大學出版部〈上,下巻〉、1914年。国立国会図書館書誌ID:000000566017。「国立国会図書館デジタルコレクション」
- 馬斉, 張廷玉, 蒋廷錫, 等「聖祖仁皇帝實錄 (清實錄)」1937年刊行 (漢) ＊中央研究院歴史語言研究所版
- 趙爾巽, 他100余名『清史稿』清史館, 1928年 (漢文) ＊中華書局版
- 宮崎市定『雍正帝 : 中国の独裁君主』中央公論社〈中公文庫〉、1996年5月18日。ISBN 4122026024。国立国会図書館書誌ID:000002518450。(同題の岩波新書 (1950年3月) に論文一篇を加えて出版された)

### 論文
- 楊啓樵「<研究ノート>「雍正簒位」再論」『史林』第70巻第6号、史学研究会 (京都大学文学部内)、1987年11月、958-986頁、CRID 1390853649776378752、doi:10.14989/shirin_70_958、hdl:2433/238954、ISSN 0386-9369。

### Webサイト
- 「明實錄、朝鮮王朝実録、清實錄資料庫」中央研究院歴史語言研究所 (台湾)
- 「中華文史網」国家清史編纂委員会 (中華人民共和国)

## 参考
本記事の直接の参照先ではないが、理解促進のために参考となるものを挙げる。
 YouTube
- 正直讲史-李正str による【九子奪嫡】シリーズ (中国語)
  - 老大胤禔：康熙愛子，如何成了利欲熏心的蠢豬？
  - 老二胤礽：中國的最後一位太子，被立四十年，為何兩次被廢？
  - 老三胤祉：個體最強皇子，為何奪嫡之路一敗塗地？晚年又如何慘遭打擊？
  - 老四胤禛：雍正到底是怎麼贏的？勝利者逆風翻盤的一生。
  - 老八胤禩：如何從康熙朝的賢王，變成雍正朝“待宰的魚”？命途多舛的一生
  - 老九胤禟：八爺黨的財神爺，如何成了雍正朝的塞思黑？
  - 老十胤䄉：家族背景最強皇子，因何奪嫡失敗？晚年又為什麼慘遭拘禁？
  - 老十三胤祥：如何從“康熙棄子”到“雍正副皇”？
  - 老十四胤禵：莽撞又率性，雍正親弟，為何成了八爺黨的代言人？
  - 吃瓜皇子：哥哥們在奪嫡，最後的弟弟在幹啥？
  - 父親康熙：養子如養蠱，康熙晚年為什麼不立太子？被兒子折騰的一生